# Verbascum linguifolium
Verbascum linguifolium är en flenörtsväxtart som beskrevs av Hub.-mor.. Verbascum linguifolium ingår i släktet kungsljus, och familjen flenörtsväxter. Inga underarter finns listade i Catalogue of Life.